# Connettivo (linguistica)
In linguistica testuale, il connettivo (o anche connettore o legamento) è un elemento linguistico (sia esso un avverbio o una congiunzione o un'altra parte del discorso, comunque invariabile, o anche un'intera locuzione) che rende espliciti e chiarisce i legami logici con altre parti dello stesso testo, ne assicura coerenza e coesione, e concorre all'integrazione progressiva dell'esposizione delle informazioni.
I connettivi mettono in relazione parti di un testo (ma anche di una singola frase) in diversi sensi: essi possono legare blocchi di testo o anche fatti e concetti espressi dal testo congiungendoli, relazionandoli, contrapponendoli, stabilendo rapporti di anteriorità o posteriorità cronologica o rapporti spaziali o di causa ed effetto. Essi possono anche segnalare la conclusione di un ragionamento o una causa dalla quale deriva o non deriva un effetto, enfatizzare una conseguenza o un fine, confrontare, esprimere una condizione di possibilità, strutturare un elenco, riformulare, esemplificare, integrare, individuare un argomento di discussione.
Quella dei connettivi è una classe aperta, cioè indefinitamente ampliabile, com'è ampliabile il novero delle funzioni da essi assolte. Inoltre, alcuni connettivi assolvono diverse funzioni a seconda del contesto di utilizzo.
Con i segnali discorsivi, i connettivi condividono l'invariabilità morfologica (sono morfemi liberi), ma a differenza dei primi hanno un valore semantico proprio (sono parole piene), che si riflette nella loro funzione logica di raccordo tra le parti di un testo.

## Classificazione
I connettivi possono essere classificati secondo la forma o secondo il significato. Le due classificazioni sono indipendenti, poiché la medesima relazione logica può essere espressa da forme diverse. Ad esempio, la relazione di concessione può essere espressa da congiunzioni subordinanti (anche se), congiunzioni coordinanti (ma) o locuzioni avverbiali (tuttavia).

### Secondo la forma
Hanno funzione di connettivo parole di svariata natura grammaticale, dunque diverse parti del discorso. Le congiunzioni rappresentano il tipo predominante di connettivo, tanto che la linguistica moderna tende a sostituire il termine "congiunzione" con "connettivo".
- congiunzioni o locuzioni congiuntive subordinanti:

Sono stanco perché non ho dormito.
Verrà, se lo paghi.
Verranno, a meno che non piova.
- congiunzioni o locuzioni congiuntive coordinanti:

Ha mangiato il pane, ma non la carne.
Ha mangiato il pane e la carne.
Non ha mangiato né il pane, né la carne.
Mangerà il pane o la carne.
Si erano offesi e infatti non sono venuti alla festa. 
Mi deve dei soldi. Infatti non s'è visto. 
- preposizioni o locuzioni preposizionali:

Abbiamo deciso di prenderci una pausa.
- avverbi e locuzioni avverbiali;

Sono stato da Franca. Poi al mare.
- verbi;

Ho visto cani, gatti, topi, galline; riassumendo, ho visto molti animali.

### Secondo il significato
I connettivi vengono classificati secondo il loro significato e quindi secondo la loro funzione testuale, ossia secondo la relazione logica che segnalano. Le relazioni possibili sono:
- temporali (dapprima, prima, allora, nello stesso periodo, mentre, ora, adesso, in seguito, dopo ecc.)

Prima di uscire, lava i piatti.
Mentre Paul studiava, John dormiva.
Inizialmente visse a Dresda. In seguito si trasferì a Varsavia.
- causali (perché, poiché, siccome, dato che, dal momento che ecc.)

Il libro ebbe successo, anche perché l'autore era già famoso.
- di consecuzione (quindi, dunque, perciò, pertanto, ne deriva che, di conseguenza, pertanto, da ciò si deduce che ecc.)

C'è sciopero dei mezzi, quindi non so se riesco ad arrivare per cena.
- di concessione o limitazione (malgrado, comunque, tuttavia, benché, per quanto ecc.)[6]

Lo Stato ha offerto dei fondi, che sono comunque pochi.
È venuto alla festa, anche se era triste.
Il lavoro è mal pagato. Tuttavia ho deciso di accettare.
- di condizione (se)

Se le corde vocali [...] restano inerti in fase di espirazione, si realizzano suoni sordi. (Paolo D’Achille, Breve grammatica storica dell’italiano)
- di opposizione (mentre, al contrario)

Luigi ha le mani bucate. Il fratello, al contrario, è un gran tirchio.
- di aggiunta (inoltre, si osservi poi, si aggiunga, oltre a ciò)

Non firmò l'accordo e pretese inoltre il rimborso.
Si osservi poi che fra i triangoli, che hanno un angolo in comune e uguale la somma dei lati che contengono l'angolo comune, l'isoscele ha maggiore superficie (Aureliano Faifofer, Elementi di geometria)
- di dispositio, che concernono la disposizione dell'enunciato (innanzitutto, prima di tutto, in primo luogo, in secondo luogo, poi, per concludere, infine ecc.)
- di rielaborazione della forma o del contenuto, attraverso riformulazioni, esemplificazioni, generalizzazioni ecc. (cioè, in altre parole, in altri termini, vale a dire, ossia, in sintesi, insomma ecc.):

L’italiano è una delle lingue romanze o neolatine: appartiene cioè, insieme a varie altre lingue europee, alla famiglia linguistica costituita dagli idiomi derivati da un’unica lingua madre, il latino, attraverso un lungo e complesso processo evolutivo. (Paolo D’Achille, Breve grammatica storica dell’italiano)

## Elementi con funzioni simili che non sono connettivi
Non vengono considerati connettivi in senso stretto elementi che hanno funzioni analoghe. Ad esempio, non sono connettivi:
- i complementatori, cioè le congiunzioni subordinanti che introducono le frasi completive, poiché non hanno un contenuto semantico proprio.[1][8]

È strano che non sia venuto.
Non sapevo che fossi a casa.
Non sapevo se fossi a casa.
Ho deciso di chiamarlo.
- i pronomi relativi, in quanto riprendono un referente, senza esplicitare una relazione logica in particolare:[1]

Gli studenti che hanno già completato il compito possono uscire.
- espressioni varie con valore logico di conseguenza, perché non sono invariabili:[1]

Non ha consegnato il lavoro. Ne consegue che non verrà pagato.
Non è rientrato. Il motivo è che ha avuto un incidente.
- preposizioni che instaurano relazioni logiche tra oggetti, persone o animali, piuttosto che tra eventi o asserzioni (nella prima frase, dopo non è un connettivo, nella seconda sì):[1]

La casa è dopo l'albero.
Dopo il mio invito alla calma, tutti si sono seduti.